# Michele Valenti
Michele Valenti (Parma, 26 febbraio 1894 – Roma, 13 marzo 1949) è stato un politico italiano.

## Biografia
Laureato in giurisprudenza, è avvocato. Già in giovane età si dedicò all'impegno politico, prima nella Gioventù dell’Azione Cattolica e poi come segretario provinciale del Partito Popolare Italiano.
Durante la Seconda Guerra Mondiale fu arruolato come tenente colonnello nel Comando del XXXV Corpo di Armata. Il 9 settembre 1943 venne catturato a Bolzano dalle truppe tedesche e portato in Germania, nei campi di Gross Hesepe e di Meppen.
Nel dopoguerra viene eletto all'Assemblea Costituente nelle file della Democrazia Cristiana, venne confermato deputato nella I legislatura. Muore da parlamentare in carica il 13 marzo 1949, all'età di 55 anni, venne sostituito a Montecitorio da Attilio Bartole.
Negli anni successivi nella città di Parma gli è stata intitolata una strada.